# Тібор Шеймеш
Тібор Шеймеш (рум. Tibor Selymes, нар. 14 травня 1970, Белан) — румунський футболіст, що грав на позиції захисника. По завершенні ігрової кар'єри — тренер.
Виступав, зокрема, за клуби «Динамо» (Бухарест), «Серкль» та «Андерлехт», а також національну збірну Румунії.
Чемпіон Румунії. Чемпіон Бельгії.

## Клубна кар'єра
У дорослому футболі дебютував 1987 року виступами за команду клубу «Брашов», в якій провів три сезони, взявши участь у 64 матчах чемпіонату. 
Своєю грою за цю команду привернув увагу представників тренерського штабу клубу «Динамо» (Бухарест), до складу якого приєднався 1990 року. Відіграв за бухарестську команду наступні три сезони своєї ігрової кар'єри. Більшість часу, проведеного у складі бухарестського «Динамо», був основним гравцем захисту команди.
У 1993 році уклав контракт з клубом «Серкль», у складі якого провів наступні три роки своєї кар'єри гравця. Граючи у складі «Серкля» також здебільшого виходив на поле в основному складі команди.
З 1996 року три сезони захищав кольори команди клубу «Андерлехт».  Тренерським штабом нового клубу також розглядався як гравець «основи».
Згодом з 1999 по 2004 рік грав у складі команд клубів «Стандард» (Льєж), «Галадаш» та «Дебрецен».
Завершив професійну ігрову кар'єру у клубі АЕЛ, за команду якого виступав протягом 2004—2005 років.

## Виступи за збірну
У 1992 році дебютував в офіційних матчах у складі національної збірної Румунії. Протягом кар'єри у національній команді, яка тривала 8 років, провів у формі головної команди країни 46 матчів.
У складі збірної був учасником чемпіонату світу 1994 року у США, чемпіонату Європи 1996 року в Англії, чемпіонату світу 1998 року у Франції.

## Кар'єра тренера
Розпочав тренерську кар'єру відразу ж по завершенні кар'єри гравця, 2005 року, очоливши тренерський штаб клубу «Шопрон».
У 2014 році став головним тренером команди «Оцелул», тренував команду з Галаца один рік.
Протягом тренерської кар'єри також очолював команди клубів «Ліберті» (Салонта), «Спортул», «Астра» (Плоєшті), «Тиргу-Муреш», «Динамо» (Бухарест) II, «Седжята» (Неводарі), «Капошвар», «Петролул» та «Дельта» (Тулча).
Наразі останнім місцем тренерської роботи був клуб «Олімпія» (Сату-Маре), головним тренером команди якого Тібор Селімес був протягом 2017 року.

## Титули і досягнення
- Чемпіон Румунії (1):

«Динамо» (Бухарест):  1991-1992
- Чемпіон Бельгії (1):

«Андерлехт»: 1999-2000